# Върбица (област Плевен)
Вижте пояснителната страница за други значения на Върбица.
Върбѝца е село в Северна България. То се намира в община Плевен, област Плевен.

## География
Върбица е село в Плевенска община, 12 километра североизточно от град Плевен. Разположено е в централната част на Дунавската хълмиста равнина, в северните склонове на Плевенските височини, на височина около 200 метра. Умерено континентален климат. Тъмносиви горски почви. В околностите на с. Върбица има няколко находища от огнеупорни глини – „Чучурът“, „Сухият кладенец“, „Суха Върбица“ и „Дрянът“. Глините са привързани към сарматски континентално-блатни скали и имат сравнително различен минерален и химичен състав.

## История
Според данни от турските архиви с. Върбица (с. Врбовец) съществува още през1430 г. като съвсем малко селище (тимар) на пътя за град Никопол. В северната част на землището една от местностите носи името „Никополски път“. Там се предполага че е минавал пътят който е свързвал Плевен с Никопол, но заради интензивната земеделска дейност към момента не са останали никакви следи от него. Според местни предания оттам някога е преминал и самият Цар Иван Шишман на път за Никопол.
През 1972 г. при обходи в землището на селото, археолога Димитрина Митова-Джонова регистрира антично селище в м. „Сухата Върбица“ и няколко погребални могили, като споменава и намерените през 1931 г. и 1966 г. съкровища от бронзови предмети, но без да съобщава нищо за наличието на селище от този период.

### Съкровища Върбица I и Върбица II
Колективните находки Върбица I и Върбица II са намерени в североизточният край на селото, като информацията за тяхното откриване е доста оскъдна. Находката от Върбица I е открита през 1931 г. в двора на Кочо Колев – Комитата, по време на изкоп на трап. Съобщено е за керамичен съд, в който е имало 36 кухи бронзови брадви и 52 бронзови сърпа. Находката от Върбица II е намерена 35 години по-късно през 1966 г. по време на риголване на дворното място в същият край на селото. Тогава Христо Краев случайно попада на 42 бронзови предмета. Съкровощето е съставено от 38 келта, една брадва с втулка, гривна, връх на копие и фрагмент от бронзов меч. Всички предмети са намерени в два глинени съда на растояние  4 м един от друг и на дълбочина 40 см. 
Най-голяма група предмети от двете находки са кухите брадви, като общо за двете съкровъща са 74 броя. Почти всички кухи брадвички са без ущи, като само една има едно ухо. Единични са екземплярите без украса. Висчки останали брадвички са орнаментирани, като основните мотиви са вертикални ребра, арковидно оформени лицеви страни и хоризонтален орнаментиран пояс върху втулката. В книгата си “Късно бронзови брадви келти от Карпато-Дунавският регион” В.А. Дергачев разделя брадвите от Върбица в шест подгрупи спрямо тяхната големина, украса и нейното местоположение.
Другата по-важност група от находки са 52 сърпа. Според Е.Н. Черних те спадат към типове С 14-22 и се отличава с малките си размери (дължина по хордата 12–16 см, при височина на извивката: 5–8 см).
Находките от Върбица I и Върбица II са типологично синхронни и се датират в HaA1 или XII в. пр. Хр. 

### Некропол от къснобронзовата епоха
През есента на 2024 г. екип археолози от РИМ-Плевен, Югозападния Университет и Нов Български Университет проведоха археологически разкопки в землището на с. Върбица, общ Плевен.  Обектът се намира в североизточният край на селото до чешмата Чучурката. От проучванията археолозите заключват, че обекта представлява плосък некропол с много сходни характеристики некропол от същият период проучен до гр. Зимнича, Румъния. Датира се в 14-12 век. пр. Хр. и принадлежи на кънскобронзовата културна група Зимнича-Пловдив-Черковна. 

### Римски период
В границите на селото се регистрират няколко големи селища от римският период, но единствено селището от местността "Сухата Върбица" изцяло попада в границите на селото. Селището в тази местност е било добре водоснабдено с  два водоизточника. Единият, който носи името „Сухата Върбица“, е в центъра на селището, а другият – чешмата „Кабаница“, е в неговия северен край. И двата извора са каптирани в чешми, по които тече вода и до днес. В самия край на нивите, до едномерния извор, са струпани голямо количество обработени варовикови блокове и архитектурни детайли, изнесени от обработваемите площи, което предполага че там е имало и монументална архитектура. Основният археологически материал е от II-IV век, но също е доказано присъствие от желязната епоха и средновековието. За зла участ обекта в м. Сухата Върбица е подложен на постоянни иманярски набези. 

### Руско-турска война
На днешното място е от първата половина на XIX век. През руско-турската освободителна война 1877 г. – 1878 г., при обсадата на Плевен, във Върбица е била Главната квартира на румънските войски.

## Религии
До Освобождението в селото няма църква, а населението се е черкувало в съседните села и в Плевен. През 1899 г., започва изграждането на църквата „Въведение Богородично“, завършена напълно през 1903 г. Жителите са източноправославни християни.

## Редовни събития
Събор на селото (сбор, „збор“): на 7 май всяка година.

## Личности
- Пенчо Линов (известен с псевдонима си Пелин Пелинов) -  български писател и драматург.
- Цоню Ангелов Вълков – мотоциклетист, роден на 1 юни 1909 г. в селото.[12]
- Светлин Русев - художник

## Кухня
Традиционна кухня: печено агне в пещ, пълнени чушки с кайма, зелена салата, боб чорба.

## Общество
В село Върбица основен поминък е земеделието. Има селскостопанска кооперация, която под аренда обработва земите на жителите и им изплаща рента в края на годината. Напоследък кооперацията работи с все по-съвременни селскостопански машини.